# The Reconstruction of William Zero
The Reconstruction of William Zero é um filme estadunidense de 2014, dos gêneros drama, terror de ficção científica, dirigido por Dan Bush.